# Президентски дворец (Грозни)
Президентският дворец в Грозни е административно сграда в столицата на Чечения – Грозни, разрушена по време на Първата чеченска война.

## История
До разпадането на СССР в сградата е разположен Чеченско-ингушският областен комитет на КПСС, така нареченият реском. След обявяването на независимост на Чечения през 1991 г. сградата служи като президентски дворец на Джохар Дудаев, първи президент на самопровъзгласилата се Чеченска република Ичкерия, и основното седалище на неговото правителство (офисът на Дудаев се разполага на осмия етаж в сградата).

## По време на Първата чеченска война
След нападението на Грозни около Нова година (ранна фаза на Първата чеченска война, в края на 1994 и началото на 1995 г.), дворецът става една от основните мишени на войските на Руската федерация. Силно повреден, той е изоставен от сепаратистите на 18 януари 1995 г., след три седмици бомбардировки и две седмици на боеве, и превзет от руската армия на следващия ден.
На 15 февруари 1996 г. федералните сили събарят порутената сграда с експлозия.

## В културата
- През 1992 г. в Ичкерия е издадена серия от марки, на една от които е изобразен Президентският дворец.[2]
- През 1995 г. в Ичкерия е издадена банкнота от 50 чеченски нахара с изображението на Президентският дворец.